# البكر ذو الأربعين سنة
البكر ذو الأربعين سنة (بالإنجليزية: The 40-Year-Old Virgin)‏ هو فيلم كوميديا رومانسية أمريكي إنتاج 2005 من إخراج جاد أباتاو وبطولة ستيف كارل، بول رود، روماني مالكو وسيث روغن.